# Clinanthus viridiflorus
Clinanthus viridiflorus är en amaryllisväxtart som först beskrevs av Hipólito Ruiz López och Pav., och fick sitt nu gällande namn av Alan W. Meerow. Clinanthus viridiflorus ingår i släktet Clinanthus, och familjen amaryllisväxter.
Artens utbredningsområde är Peru. Inga underarter finns listade i Catalogue of Life.